# Dekanat Retz
Dekanat Retz – jeden z 16 dekanatów rzymskokatolickiej wchodzących w skład wikariatu Unter dem Manhartsberg archidiecezji wiedeńskiej w Austrii. W jego skład wchodzi 14 parafii. 

## Lista parafii
| Lp. | Miejscowość               | Parafia                                 | Kościół                                                        | Grafika |
| --- | ------------------------- | --------------------------------------- | -------------------------------------------------------------- | ------- |
| 1   | Zellerndorf-Deinzendorf   | Parafia Trójcy Przenajświętszej         | Kościół Trójcy Przenajświętszej w Zellerndorf-Deinzendorf      |         |
| 2   | Retz-Kleinhöflein         | Parafia św. Józefa                      | Kościół św. Józefa w Retz-Kleinhöflein                         |         |
| 3   | Mitterretzbach            | Parafia św. Małgorzaty                  | Kościół św. Małgorzaty w Mitterretzbach                        |         |
| 4   | Obermarkersdorf           | Parafia św. Mikołaja i św. Urbana       | Kościół św. Mikołaja i św. Urbana w Obermarkersdorf            |         |
| 5   | Retz-Obernalb             | Parafia Matki Bożej Nieustającej Pomocy | Kościół Matki Bożej Nieustającej Pomocy w Retz-Obernalb        |         |
| 6   | Zellerndorf-Platt         | Parafia św. Ulricha                     | Kościół św. Ulricha w Zellerndorf-Platt                        |         |
| 7   | Pulkau                    | Parafia św. Michała                     | Kościół św. Michała w Pulkau                                   |         |
| 8   | Retz                      | Parafia św. Stefana                     | Kościół św. Stefana w Retz                                     |         |
| 9   | Zellerndorf-Schrattenthal | Parafia św. Augustyna                   | Kościół św. Augustyna w Zellerndorf-Schrattenthal              |         |
| 10  | Retz-Unternalb            | Parafia św. Wawrzyńca                   | Kościół św. Wawrzyńca w Retz-Unternalb                         |         |
| 11  | Unterretzbach             | Parafia św. Jakuba                      | Kościół św. Jakuba w Unterretzbach                             |         |
| 12  | Waitzendorf               | Parafia Trójcy Przenajświętszej         | Kościół Trójcy Przenajświętszej w Waitzendorf                  |         |
| 13  | Zellerndorf-Watzelsdorf   | Parafia Podwyższenia Krzyża Świętego    | Kościół Podwyższenia Krzyża Świętego w Zellerndorf-Watzelsdorf |         |
| 14  | Zellerndorf               | Parafia w Zellerndorf                   | Kościół w Zellerndorf                                          |         |